# Seznam forem klasické hudby
- A Cappella
- Árie
- Bagatela
- Balada (hudba)
- Balet
- Benátská opera
- Benefice
- Buffa
- Capriccio
- Concertino
- Concerto grosso
- Divertimento
- Elegie
- Etuda
- Fuga
- Chorál
- Impromptu
- Interludium
- Intermezzo
- Kantáta
- Kánon (hudba)
- Komorní hudba
- Koncert
- Koncertantní skladba
- Legenda
- Lehká hudba
- Madrigal
- Melodram
- Motet
- Mše
- Nokturno
- Opera
- Opéra comique
- Opereta
- Oratorium
- Óda
- Passacaglia
- Pastorela
- Pašije
- Perioda
- Píseň
- Pochod
- Preludium
- Programní hudba
- Předehra
- Rapsodie
- Rekviem
- Romance
- Rondel
- Sbor
- Selanka
- Serenáda
- Scherzo
- Sonáta
- Suita
- Symfonická báseň
- Symfonie
- Tanec (hudební skladba)
- Tokáta
- Variace
- Žalm